# Der Blaue Reiter
Der Blaue Reiter (El genet blau en català) fou un grup d'informació artística de l'expressionisme fundat a Múnic per Vassili Kandinski i Franz Marc el 1911.

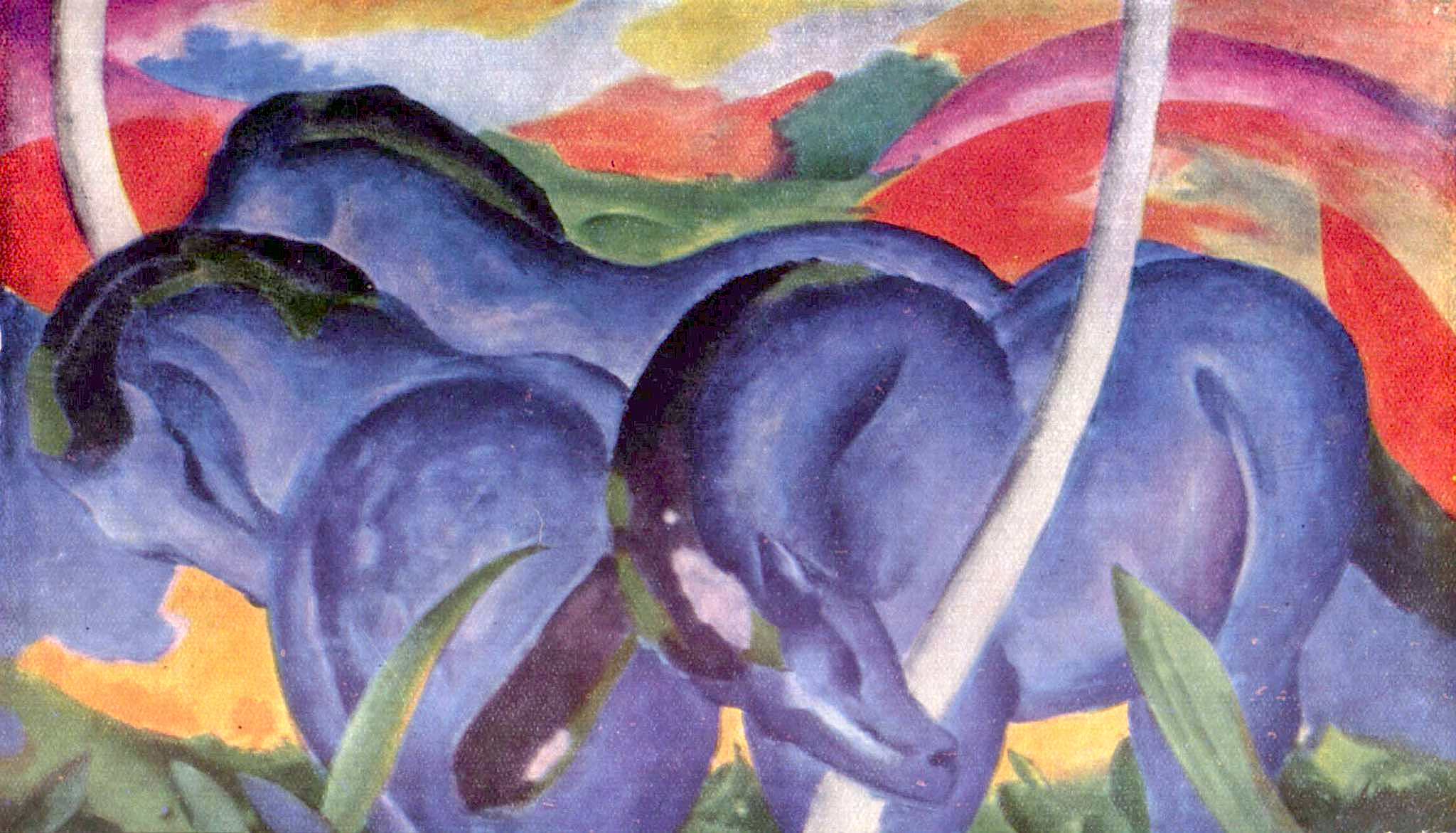
Cavalls blaus (1911) de Franz Marc

També formaren part del grup, entre d'altres, Gabriele Münter, Alexei von Jawlensky, Marianne von Werefkin i Paul Klee. Els unia l'interès comú en l'art medieval i primitiu, així com en els moviments coetanis del fauvisme i el cubisme. August Macke, gran amic de Franz Marc, participà puntualment en alguna de les manifestacions artístiques del grup.
August Macke i Franz Marc defensaven l'opinió que cada persona posseeix una veritable vivència o experiència interna i externa, les quals es donen la mà mitjançant l'art. Kandinski construí les bases teòriques que cimentaren aquesta idea. Perseguien, doncs, una "igualtat de drets" de les diferents manifestacions artístiques. El nom del grup deriva d'un quadre amb el mateix nom de 1903 de Kandinski, que serví tanmateix com a il·lustració de la coberta de l'anomenat Almanach ('Almanac') el 1912. Aquesta obra programàtica, lliurada per Kandinski i Marc (Editorial Piper, Múnic, 1912) recollia, en paraules de Marc, «els més nous moviments pictòrics a França, Alemanya i Rússia, i mostra els seus subtils fils de connexió amb el gòtic i amb l'art primitiu, amb l'Àfrica i el gran Orient, amb l'art originari del poble tan fortament expressiu i amb l'art infantil, especialment amb els moviments musicals i dels escenaris més moderns d'Europa i del nostre temps». Arnold Schönberg, per exemple, aportà juntament amb texts i quadres també la composició Herzgewächse a la publicació.
La primera de les dues exposicions del grup va tenir lloc del 18 desembre de 1911 a l'1 de gener de 1912 a la galeria Moderna Thannhauser a Múnic. S'hi exposaren 49 obres d'Henri Rousseau, Albert Bloch, Heinrich Campendonk, Robert Delaunay, Kandinski, Macke, Münter i d'altres. Posteriorment, es convertí en exposició itinerant i recorregué diverses ciutats, entre les quals Colònia i Berlín.
La segona exposició es desenvolupà del 12 de febrer al 18 de març de 1912 a la llibreria i galeria d'art de Múnic Hans Goltz. S'hi van exhibir 315 aquarel·les, dibuixos i obra gràfica de més de 30 artistes.
A la Lenbachhaus Galerie de Múnic hi ha múltiples obres d'aquest grup artístic.
Amb el començament de la Primera Guerra Mundial el 1914 acaba la història de Der Blaue Reiter, marcant el final d'un capítol de la història de l'art moderna. La influència del Der Blaue Reiter i els membres va continuar a les següents dècades, influenciant l'art del segle xx.

## Situació històrica[2]
A finals del segle XIX, l'art europeu iniciava una crisi la qual guanyaria més rellevància a principis del segle xx. Aquesta crisi va donar lloc a una generació d'artistes amb sentiments revolucionaris amb una inquietud ja difosa anteriorment pels impressionistes. Aquesta inquietud tenia a veure amb el concepte de la vida, va sorgir un dubte davant la relació real entre el jo i el món. Es va començar a qüestionar la fe en la realitat de les impressions visuals i la percepció sensorial com fonament d'una relació optimista de l'artista amb la naturalesa. La missió de l'artista ja no seria de reproduir la cosa visible sinó fer-la visible a través de l'art.
A la metròpoli d'Alemanya s'implantava a inicis del segle XX l'impressionisme com a tendència més nova, però amb el trasllat de Die Brücke a la capital alemanya entre el 1910-1911, Berlín es va convertir en el centre de la revolució expressionista. Els expressionistes alemanys s'interessaven més per la idea que per la forma artística, estaven oberts a noves formes i estils més enllà dels tradicionals.

## Antecedents[2]
Moscou, abans de la Segona Guerra Mundial, era la capital de les tendències abstractes impulsades pel simbolisme, fauvisme, cubisme i futurisme. Moscou va influenciar a Múnic, impulsant el naixement de l'art abstracte.
Kandinski en veure un dels quadres de Monet, va posar en qüestió el poder dels colors purs per representar una realitat artística comparable a la de l'objecte. Aquest raonament va coincidir amb l'associació entre el color i la música d'Europa al segle XIX. A més, els descobriments científics de l'època com la teoria de la relativitat, la fissió nuclear i el continu espai-temps van ser concebuts com a successos que enderrocarien els conceptes contemporanis. Així doncs, en un món que s'amplia, Kandinski va assenyalar la importància d'aquesta confirmació científica amb l'obligació de l'artista de fer visible aquest món ampliat.
El 1901, Kandinski va fundar a Múnic l'associació d'artistes Phalanx com a intent de comunicar els seus descobriments a altres artistes, però el grup es va dissoldre i no va aconseguir el seu objectiu. Kandinski quan va anar a París va caure sota la influència del fauvisme i en tornar a Múnic el 1908 encara el preocupava el valor musical de color, ara, però estava més preparat tot i que no es decidia encara per l'abstracció.
La situació del moment era definida pel descobriment teòric de l'objecte i la incapacitat de dominar-lo pictòricament. La recerca de punts de referència adequats entre el món interior i exterior forçaven a Kandinski a discutir amb altres intel·lectes que pensessin igual. Consegüentment, el 1909 juntament amb altres companys van fundar la comunitat d'artistes anomenada Neue Kunstlervereinigung (Nova Associació d'Artistes) en la qual ja ressonaven algunes idees que més tard adquiririen forma definitiva amb la creació de Der Blaue Reiter. La primera exposició de l'associació el 1909, va ser principalment molt criticada, però van rebre la felicitació d'un pintor, Franz Marc. Marc va ingressar a l'associació i va fer amistat amb Kandinski. Els dos per controvèrsies van haver d'acabar deixant l'associació. Va ser un temps després, al mateix dia que se celebrava la tercera exposició de Neue Kunstlervereinigung que es va presentar al públic la primera exposició de Der Blaue Reiter.

## Creació[2]

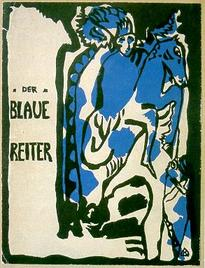
Il·lustració de la coberta de l'almanac

Kandinski, el juny del 1911, havia concebut el pla per un almanac on s'havien de publicar corrents intel·lectuals de l'època tal com les veia l'artista. L'almanac havia de ser un anuari il·lustrat amb una panoràmica de l'escenari actual, amb la participació únicament d'artistes.
El 19 de juny de 1911 li va enviar al seu company i amic, Franz Marc, una carta amb les idees que tenia, les quals van ser els fonaments de Der Blaue Reiter, així doncs, es podria considerar aquest el naixement del grup. La intenció de Kandinski era que ell i Marc en fossin els redactors de l'editorial, procurada per Reinhard Piper. Es tractaria de crear un almanac amb reproduccions, articles i cròniques, amb informes sobre exposicions i crítiques escrites exclusivament per artistes, fent referència al present, passat i futur. Marc va acceptar la idea de Kandinski i va passar a ser un dels fundadors del grup.
El finançament va ser complicat, van aconseguir-ho gràcies a l'ajuda econòmica de Bernhard Koehler. La intenció era crear un òrgan que apareixes sense periodicitat obligada. Es va entregar el volum a mitjan maig de 1912, els subscriptors van incrementar ràpidament i el 1913 es va començar a preparar la segona edició del volum, la qual mai es va arribar a publicar.

## Exposicions[3]

### Primera exposició
Franz Marc va ser el principal responsable de l'organització de la primera exposició Der Blaue Reiter al costat de Kandinski, la qual es va inaugurar el 18 de desembre de 1911 a dues sales de la Moderne Galerie Thannhauserr, adjacents a les sales de la tercera exposició de la Nova Associació d'Artistes. Es tractava d'un grup divers d'artistes interessats més per l'actitud mental que per les formes a través de les quals expressaven aquest esperit.
Alguns dels artistes convidats per Kandinski i Marc que van participar en aquesta primera exposició varen ser: Henri Rousseau, Robert Delaunay, Albert Bloch, Gabriele Münter, Heinrich Campendonk, J.B. Niestlé, Arnold Schönberg, August Macke, David Burliuk, Vladímir Burliuk, Eugen von Kahler.
El Blaue Reiter no era ni una escola ni un moviment. El lema establert en la portada del catàleg de la seva primera exposició va ser: "No volem fer propaganda de cap forma única, precisa i especial en aquesta petita exposició, sinó que el nostre propòsit és mostrar, en la varietat de les formes representades, que el desig interior de l’artista dona com a resultat una multiplicitat de formes"

### Segona exposició
Mentre la primera exposició recorria per Alemanya, els artistes preparaven la segona exposició que es va celebrar del 12 de febrer a l'abril de 1912 a la Galeria de Hans Goltz de Munich. Aquesta es va limitar a arts gràfiques i aquarel·les prescindint de les pintures, però les més de tres-centes obres exposades provenien d'una extraordinària varietat de fonts. El catàleg va anomenar a l'exposició <<Blanc i negre>>. L'exposició oferia una panoràmica de determinats centres de gravetat de l'escena actual actuant en ella com ampliació gràfica dels textos de Der Blaue Reiter. Posteriorment, mai es va repetir una panoràmica tan àmplia.
La participació va ser un cop més internacional, amb una participació francesa important com sempre: Georges Braque, Robert Delaunay, Roger de la Fresnaye, André Derain, Pablo Picasso, Robert Lotiron i Maurice de Vlaminck. A Alemanya van participar-hi, a part dels que vivien a Múnic: Albert Bloch, Maria Franck-Marc, Vassili Kandinski, Paul Klee, Franz Marc, Gabriele Münter, Alfred Kubin, els artistes de Die Brücke Erich Heckel, Ernst Ludwig Krichner, Otto Mueller i Max Pechstein però no Karl Schmidt-Rottluff. També van participar-hi Emil Nolde, Georg Tappert, Wilhem Morgner i Moriz Melzer. De Suïssa: Hans Arp, Walter Helbrig, Wilhem Gimmi i Oscar Lüthy. De Rússia: Natalia Gontscharowa, Michail Larionoff i Kasimir Malewitsch. Va participar-hi també un grup de pintors suïssos recentment fundat: Der Moderne Bund.

## Integrants
Cal destacar que "Der Blaue Reiter" no tenia una filiació rígida i formal. Era una associació d'artistes que compartien idees sobre l'art, l'espiritualitat i l'expressió individual. La participació i col·laboració era oberta formant així un grup de diferents influències artístiques. Així doncs, no es pot arribar a fer un llistat oficial dels integrants del grup, però si es coneix que a part dels fundadors, Kandinski i Marc, altres membres importants en van ser: Gabriele Münter, Alfred Kubin, Paul Klee i August Macke.